# Baslieux
Baslieux é uma comuna francesa na região administrativa de Grande Leste, no departamento de Meurthe-et-Moselle. Estende-se por uma área de 10,17 km². Em 2010 a comuna tinha 575 habitantes (densidade: 56,5 hab./km²).